# 阜康街道 (磐石市)
阜康街道是中华人民共和国吉林省吉林市磐石市下辖的一个街道办事处。

## 行政区划
阜康街道下辖以下村级行政区划单位：
创业社区、站前社区、环城村、大榆树村、新光村、西兴立村、集中村和集鲜村。